# Sophie Alexander
Sophie Alexander Katz  (Mexikóváros, Mexikó, 1978. május 20. –) mexikói színésznő.

## Élete és pályafutása
1978. május 20-án született Mexikóvárosban. Nagynénje Susana Alexander szintén színésznő. Karrierjét 2005-ben kezdte az Amor en custodia című telenovellában, ahol Noelia szerepét játszotta. 2006-ban a Montecristóban játszott. 2010-ben Maite Duarte szerepét játszotta a Para volver a amar című sorozatban.

## Filmográfia

### Filmek
- Labios rojos (2011)
- De este mundo (2010)
- Si maneja de noche procure ir acompañado (2010) .... María
- 180º (2010) .... Magaly
- El sótano (2009) .... Sophie
- Café Paraíso (2008) .... Susan
- One long night (2007) .... Azafata
- Hitgirl (2007) .... Violeta Valdivia
- Puppet soldiers (2007) .... Sophie
- Todos los días son tuyos (2007) .... Amiga
- El guapo (2007)
- Cañitas, presencia (2007) .... Clienta
- Luces artificiales (2007)
- 1975 (2006)
- La noche de siempre (2005) .... Alicia
- Tres (2005) .... Karina

### Televízió
- Yago (2016) .... Katia
- Yo no creo en los hombres (2014) ....  Maleny Santibáñez de la Vega
- Cásate conmigo...mi amor (2013) .... Bárbara
- Para volver a amar (2010-2011) .... Maité Duarte
- Mujeres asesinas 3 (epizód "Thelma, impaciente", 2010) .... Regina
- XY. La revista (2009-2012) .... Paulina
- Tengo todo (2008) .... Susana
- Montecristo (2006) .... Mariana
- Amor en custodia (2005-2006) .... Noelia

### Színház
- Rock n' Roll
- Mujeres soñaron caballos
- Satélite 2012
- La modestia
- Parking Place del deseo
- Festen
- El oeste solitario
- Cuentos de Navidad
- De-madres
- Las mujeres sabias
- La gaviota
- Tres hermanas
- Hamlet
- El Filosofo Declara
- Homero, Iliada